# (10613) Kushinadahime
(10613) Kushinadahime est un astéroïde de la ceinture principale.

## Description
(10613) Kushinadahime est un astéroïde de la ceinture principale. Il fut découvert le 4 septembre 1997 à Nachikatsuura par Yoshisada Shimizu et Takeshi Urata. Il présente une orbite caractérisée par un demi-grand axe de 2,40 UA, une excentricité de 0,11 et une inclinaison de 5,2° par rapport à l'écliptique.

## Compléments